# Чемпионат России по футболу среди женщин 2002
Чемпионат России по футболу среди женщин 2002 — 11-й сезон Высшего дивизиона в системе женских футбольных лиг России. Сезон начался 3 мая 2002 года и завершился 22 сентября 2002 года. Победителем в четвертый раз стала воронежская Энергия. Это второй (после сезона 1997 года) чемпионат с участием 10 команд.

## Участники
Сводная статистика участников
учтены матчи завершённых сезонов
без учёта мячей забитых в сериях послематчевых пенальти
с учётом технических результатов
легенда
 — команда была Чемпионом
 — команда была вице-чемпионом
 — команда была бронзовый призёром
| команда       | команда    | сезоны | сезоны               | Результаты выступлений | Результаты выступлений | Результаты выступлений | Результаты выступлений | Результаты выступлений | Результаты выступлений | Результаты выступлений | Результат в сезоне 2001    | Примечания                                                                        |
| наименование  | город      | #      | года                 | И                      | В                      | Н                      | П                      | ЗМ                     | ПМ                     | РМ                     | Результат в сезоне 2001    | Примечания                                                                        |
| ------------- | ---------- | ------ | -------------------- | ---------------------- | ---------------------- | ---------------------- | ---------------------- | ---------------------- | ---------------------- | ---------------------- | -------------------------- | --------------------------------------------------------------------------------- |
| ЦСК ВВС       | Самара     | 10     | 1992—2001            | 211                    | 158                    | 28                     | 25                     | 584                    | 138                    | +446                   | Высший дивизион, 1-е место |                                                                                   |
| Энергия       | Воронеж    | 10     | 1992—2001            | 211                    | 158                    | 22                     | 31                     | 590                    | 120                    | +470                   | Высший дивизион, 2-е место | Энергия-XXI век (1999—2001)                                                       |
| Чертаново     | Москва     | 10     | 1992—2001            | 208                    | 88                     | 39                     | 81                     | 282                    | 295                    | -13                    | Высший дивизион, 8-е место | СКИФ (Малаховка) (1992) СКИФ-Фемина (Малаховка) (1993) Чертаново-СКИФ (1994—1996) |
| Лада          | Тольятти   | 8      | 1994—2001            | 160                    | 82                     | 19                     | 59                     | 284                    | 242                    | +42                    | Высший дивизион, 4-е место |                                                                                   |
| Волжанка      | Чебоксары  | 7      | 1992—1996, 2000—2001 | 154                    | 58                     | 24                     | 72                     | 175                    | 201                    | -26                    | Высший дивизион, 7-е место |                                                                                   |
| Рязань-ТНК    | Рязань     | 5      | 1997—2001            | 94                     | 64                     | 9                      | 21                     | 286                    | 84                     | +140                   | Высший дивизион, 3-е место | ВДВ (1997—1999)                                                                   |
| Спартак       | Москва     | 2      | 1992, 2001           | 50                     | 22                     | 8                      | 20                     | 53                     | 59                     | -6                     | Высший дивизион, 6-е место | Спартак-Преображение (1992)                                                       |
| Дон-Текс      | Шахты      | 2      | 2000—2001            | 38                     | 0                      | 2                      | 36                     | 7                      | 75                     | -68                    | Высший дивизион, 9-е место |                                                                                   |
| Энергетик-КМВ | Кисловодск | 1      | 1997                 | 18                     | 6                      | 1                      | 11                     | 14                     | 35                     | -21                    | —                          | КМВ (1997)                                                                        |
| Надежда       | Ногинск    | —      | —                    | —                      | —                      | —                      | —                      | —                      | —                      | —                      | Первый дивизион, 2-е место | дебютант                                                                          |

Команда Высшего дивизиона 2001 «Кубаночка» в связи с финансовыми трудностями прекратила существование в межсезонье.
Чемпион Первого дивизиона 2001 «Анненки» не был заявлен в Высший дивизион 2002.
Команде «Энергетик-КМВ» было позволено играть в Высшем дивизионе впервые после Высшей лиги 1997, отказа играть в сезоне 1998 и четырёхлетнего перерыва.

## Турнирная таблица
| Поз | Команда                    | И  | В  | Н | П  | МЗ | МП | РМ  | О  | Квалификация или выбывание  |
| --- | -------------------------- | -- | -- | - | -- | -- | -- | --- | -- | --------------------------- |
|     | Энергия (Воронеж)          | 18 | 14 | 4 | 0  | 50 | 7  | +43 | 46 | Групповой турнир Кубка УЕФА |
|     | Лада (Тольятти)            | 18 | 14 | 3 | 1  | 64 | 7  | +57 | 45 |                             |
|     | Рязань-ТНК (Рязань)        | 18 | 13 | 3 | 2  | 40 | 17 | +23 | 42 |                             |
| 4   | ЦСК ВВС (Самара)           | 18 | 12 | 3 | 3  | 45 | 10 | +35 | 39 |                             |
| 5   | Надежда (Ногинск)          | 18 | 8  | 1 | 9  | 19 | 30 | -11 | 25 |                             |
| 6   | Энергетик-КМВ (Кисловодск) | 18 | 7  | 1 | 10 | 20 | 39 | -19 | 22 |                             |
| 7   | Дон-Текс (Шахты)           | 18 | 5  | 3 | 10 | 21 | 39 | -18 | 18 | расформирован               |
| 8   | Чертаново (Москва)         | 18 | 4  | 0 | 14 | 20 | 39 | -19 | 12 |                             |
| 9   | Волжанка (Чебоксары)       | 18 | 3  | 0 | 15 | 8  | 50 | -42 | 9  | снялся                      |
| 10  | Спартак (Москва)           | 18 | 0  | 0 | 18 | 0  | 55 | -55 | 0  | снялся                      |

1. ↑  «Дон-Текс» прекратил существование в межсезонье
2. ↑  «Волжанка» снялась с соревнований после первого круга, после чего прекратила существование в межсезонье
3. ↑  «Спартак» снялся с соревнований после первого круга

## Результаты матчей
10 команд сыграли каждая с каждой в два круга (дома и в гостях).
| Команда                    | Энергия | Лада | Рязань-ТНК | ЦСК ВВС | Надежда | Энергетик-КМВ | Дон-Текс | Чертаново | Волжанка | Спартак |
| -------------------------- | ------- | ---- | ---------- | ------- | ------- | ------------- | -------- | --------- | -------- | ------- |
| Энергия (Воронеж)          |         | 0:0  | 4:1        | 3:0     | 2:1     | 2:0           | 4:0      | 4:1       | 3:0      | 6:0     |
| Лада (Тольятти)            | 1:1     |      | 5:1        | 3:0     | 6:0     | 4:0           | 6:0      | 5:0       | 4:1      | 3:0     |
| Рязань-ТНК (Рязань)        | 0:0     | 1:0  |            | 2:1     | 2:0     | 4:0           | 2:1      | 1:0       | 2:0      | 3:0     |
| ЦСК ВВС (Самара)           | 0:0     | 0:0  | 1:2        |         | 4:0     | 3:0           | 5:0      | 5:0       | 4:0      | 3:0     |
| Надежда (Ногинск)          | 0:2     | 0:4  | 0:4        | 0:2     |         | 1:0           | 0:0      | 2:1       | 2:0      | 3:0     |
| Энергетик-КМВ (Кисловодск) | 0:4     | 1:5  | 1:4        | 0:6     | 1:0     |               | 2:2      | 1:0       | 3:0      | 3:0     |
| Дон-Текс (Шахты)           | 2:3     | 0:5  | 1:1        | 0:2     | 1:3     | 1:2           |          | 2:1       | 3:0      | 3:0     |
| Чертаново (Москва)         | 0:2     | 2:4  | 2:3        | 0:2     | 1:3     | 1:3           | 3:1      |           | 0:1      | 2:0     |
| Волжанка (Чебоксары)       | 1:7     | 0:3  | 0:3        | 0:3     | 0:3     | 2:1           | 0:3      | 0:3       |          | 3:0     |
| Спартак (Москва)           | 0:3     | 0:6  | 0:4        | 0:3     | 0:1     | 0:2           | 0:1      | 0:3       | [ b ]    |         |

 Домашняя победа  •  Ничья •  Домашнее поражение

Примечания:
- После снятия с соревнований «Волжанки» и «Спартака» после первого круга, в оставшихся матчах им было присуждено поражение со счетом 3:0.

1. 1 2 3 4 5 6 7 8 9 10 11 12 13 14 15 16  Технический результат
2. ↑  Технический результат — в матче Спартак—Волжанка обеим командам было засчитано поражение со счетом 0-3

## Статистика чемпионата

### Список бомбардиров
| Энергия | Лада | Рязань-ТНК | ЦСК ВВС | Надежда                                                 | Энергетик-КМВ                                       | Дон-Текс                                                                                       | Чертаново                                                                        | Волжанка                                     | Спартак |
| --- | --- | --- | --- | ------------------------------------------------------- | --------------------------------------------------- | ---------------------------------------------------------------------------------------------- | -------------------------------------------------------------------------------- | -------------------------------------------- | ------- |
| 17-Босикова 5-Шмачкова 4-Дыгай 4-Саенко 2-Зайцева 2-Светлицкая 2-Скотникова 2-Струкова 1-Емельянова 1-Ламтюгина 1-Михайлова 1-Морозова 1-Ситникова 1-Степаненко | 29-Барбашина 13-Верезубова 8-Фомина 3-Седакова 2-Рабах 1-Воскресенская 1-Гелбахиани 1-Лисачева 1-Миронова 1-Порядина | 20-Летюшова 3-Цуркан 2-Мишанская 1-Архипова 1-Геворгян 1-Жихарева 1-Зинченко 1-Игнатьева 1-Подхолзина 1-Пустовойтова 1-Сазонова 1-Юшкевич | 7-Петряева 5-Дьячкова 4-Григорьева 4-Кремлева 4-Примак 4-Филиппова 2-Исаева 2-Карасёва 2-Кононова 1-Егорова 1-Комарова | 6-Дробот 4-Тихонова 1-Моторина 1-Соложенцева 1-Шемякина | 5-Козаченко 3-Титова 2-Савченкова 2-Фомина 1-Савина | 5-Трунтаева 3-Вербовская 2-Оргина 1-Астапенко 1-Добросотская 1-Григорьева 1-Козлова 1-Федченко | 4-Макаренко 3-Ванечкина 2-Голованова 1-Лагунова 1-Курочкина 1-Плешакова 1-Попова | 4-Игнатьева 2-Санина 1-Вербовская 1-Денисова | -       |
| количество Технических побед со счетом 3-0 | | | |                                                         |                                                     |                                                                                                |                                                                                  |                                              |         |
| 2 | 1 | 2 | 3 | 2                                                       | 2                                                   | 2                                                                                              | 2                                                                                | -                                            | -       |
| автогол | | | |                                                         |                                                     |                                                                                                |                                                                                  |                                              |         |
| - | 1-Козаченко «Энергетик-КМВ»                                                                                          | - | - | -                                                       | 1-Лагунова «Чертаново»                              | -                                                                                              | 1-Токсарова «Дон-Текс»                                                           | -                                            | -       |

- Несколько футболисток перешли по ходу чемпионата из одной команды в другую, но только две из них забивали мячи в составах обеих клубов Венера Игнатьева и Наталья Вербовская начинавшие сезон в «Волжанке», а затем выступавшие соответственно в «Рязани-ТНК» и «Дон-Тексе».

### Рекорды сезона
- Самая крупная победа хозяев (+6): 6:0 в матчах «Энергия»—«Спартак», 19 июня, «Лада»—«Надежда», 20 августа, «ЦСК ВВС»—«Энергетик-КМВ» и «Лада»—«Дон-Текс», 19 сентября
- Самая крупная победа гостей (+6): 1:7 в матче «Волжанка»—«Энергия», 7 мая
- Наибольшее количество забитых мячей в одном матче (8): 1:7 в матче «Волжанка»—«Энергия», 7 мая
- Наибольшее количество голов, забитых одной командой в матче (7): 1:7 в матче «Волжанка»—«Энергия», 7 мая
- Самый популярный счёт (3:0, тех.рез.): 17 раз (18,89% от всех матчей)

### Зрители
| Команда       | Игр       | Всего     | В среднем | Игр      | Всего    | В среднем | Игр      | Всего    | В среднем |
| Команда       | Все матчи | Все матчи | Все матчи | Домашние | Домашние | Домашние  | Гостевые | Гостевые | Гостевые  |
| ------------- | --------- | --------- | --------- | -------- | -------- | --------- | -------- | -------- | --------- |
| Рязань-ТНК    | 16        | 21,650    | 1,353     | 8        | 16,100   | 2,013     | 8        | 5,550    | 694       |
| ЦСК ВВС       | 15        | 19,200    | 1,280     | 8        | 10,950   | 1,369     | 7        | 8,250    | 1,179     |
| Энергия       | 16        | 17,900    | 1,119     | 8        | 11,700   | 1,463     | 8        | 6,200    | 775       |
| Лада          | 17        | 14,950    | 879       | 8        | 2,400    | 300       | 9        | 12,550   | 1,394     |
| Энергетик-КМВ | 16        | 13,350    | 834       | 7        | 5,300    | 757       | 9        | 8,050    | 894       |
| Дон-Текс      | 16        | 12,100    | 756       | 7        | 6,650    | 950       | 9        | 5,450    | 606       |
| Надежда       | 16        | 11,900    | 744       | 8        | 7,700    | 963       | 8        | 4,200    | 525       |
| Чертаново     | 16        | 11,400    | 713       | 9        | 900      | 100       | 7        | 10,500   | 1,500     |
| Волжанка      | 10        | 7,800     | 780       | 5        | 3,300    | 660       | 5        | 4,500    | 900       |
| Спартак       | 8         | 3,850     | 481       | 5        | 2,050    | 410       | 3        | 1,800    | 600       |

## 33 лучших футболистки России по итогам сезона 2002 года
| Позиция | Вратарь                 | Правый                    | Левый                             | Либеро                 | Стоппер                 | Правый                  | Левый                         | Центральный                 | Под нападающими            | Правый                 | Левый                     |
| Позиция | Вратарь                 | Защитники                 | Защитники                         | Защитники              | Защитники               | Полузащитники           | Полузащитники                 | Полузащитники               | Полузащитники              | Нападающие             | Нападающие                |
| ------- | ----------------------- | ------------------------- | --------------------------------- | ---------------------- | ----------------------- | ----------------------- | ----------------------------- | --------------------------- | -------------------------- | ---------------------- | ------------------------- |
| 1       | Алла Волкова Лада       | Ольга Карасёва ЦСК ВВС    | Марина Саенко Энергия             | Вера Струкова Энергия  | Татьяна Зайцева Энергия | Светлана Седакова Лада  | Татьяна Верезубова Лада       | Татьяна Егорова ЦСК ВВС     | Надежда Босикова Энергия   | Наталья Барбашина Лада | Ольга Летюшова Рязань-ТНК |
| 2       | Светлана Петько ЦСК ВВС | Марина Коломиец Лада      | Анастасия Пустовойтова Рязань-ТНК | Марина Примак ЦСК ВВС  | Марина Буракова Лада    | Галина Комарова ЦСК ВВС | Елена Денщик ЦСК ВВС          | Елена Фомина Лада           | Татьяна Скотникова Энергия | Наталья Дыгай Энергия  | Ирина Григорьева ЦСК ВВС  |
| 3       | Ольга Свинухова Энергия | Елена Жихарева Рязань-ТНК | Наталья Перцева Надежда           | Анна Астапенко Надежда | Юлия Юшкевич Рязань-ТНК | Оксана Шмачкова Энергия | Александра Светлицкая Энергия | Оксана Титова Энергетик-КМВ | Светлана Цидикова Надежда  | Мария Дьячкова ЦСК ВВС | Ирина Петряева ЦСК ВВС    |